# Procytherideis
Procytherideis is een geslacht van kreeftachtigen uit de klasse van de Ostracoda (mosselkreeftjes).

## Soorten
- Procytherideis exarata Ciampo, 1986 †
- Procytherideis pumilio Ciampo, 1986 †
- Procytherideis retifera Ruggieri, 1978 †
- Procytherideis senescens (Ruggieri, 1952) Ruggieri, 1978
- Procytherideis subspiralis (Brady, Crosskey & Robertson, 1874) Ruggieri, 1978 †
- Procytherideis vulnerata Ciampo, 1986 †